# Ню Брайтън (Ню Йорк)
Вижте пояснителната страница за други значения на Ню Брайтън.
Ню Брайтън (на английски: New Brighton) е квартал на град Ню Йорк, Съединени американски щати. Разположен е на северния бряг на Статън Айлънд. През 1866 е основан като отделно село, но по-късно е включен в рамките на града.
В Ню Брайтън умира адмирал Джон Слоут (1781-1867).